# Georges Jacob (organiste)
Pour les articles homonymes, voir Georges Jacob et Jacob (homonymie).
Georges Armand Paul Jacob, né le 19 août 1877, à Paris, et mort le 28 décembre 1950, à Paris, est un organiste, improvisateur et compositeur français.

## Biographie
Il fait ses premières études musicales à l’École Niedermeyer de Paris. Entré au Conservatoire en 1896, il y remporte un 1er prix d’orgue en 1900, dans la classe d’Alexandre Guilmant. De 1892 à 1912, G. Jacob donne des récitals d'orgue très suivis à la Schola Cantorum. Son but est de faire entendre les meilleures œuvres anciennes et modernes de la littérature organistique.
Comme compositeur, il a déjà écrit et publié de nombreuses œuvres. En outre, il a commencé la publication, avec un commentaire explicatif, des grandes œuvres pour orgue de J.-S. Bach.
De 1902 à 1914, il est professeur de piano à la Schola Cantorum. Organiste et maître de chapelle de Notre-Dame-de-la-Gare de 1897 à 1903, organiste du grand orgue de Saint-Louis-d’Antin de 1903 à 1906, il occupe ensuite le poste d’organiste et maître de chapelle de Saint-Ferdinand-des-Ternes, de 1907 à sa mort en 1950. En 1922, il succède à Joseph Bonnet comme organiste de la Société des Concerts du Conservatoire.
Il meurt le 28 décembre 1950, à Paris, et est inhumé au cimetière du Père Lachaise (2ème division), à Paris.

## Composition

### Œuvres pour orgue
- Prélude Funèbre et Variation (1906)
- Symphonie pour grand orgue en mi mineur (Leduc, 1907) : I. Prélude funèbre, Fugue, Variation II. Andante III. Scherzo IV. Final.
- Quatre Morceaux pour orgue (Kistner, Leipzig, 1909) : 1. Invocation 2. Noël 3. Au cloître 4. Dans la lande.
- Douze Pièces pour Grand-orgue (Leduc, 1909) : 1. Pastorale (en mi bémol) 2. Offertoire pour Mariage 3. Noël Bourguignon 4. Invocation 5. Duetto 6. Canzonetta 7. Prélude Funèbre 8. Carillon 9. Magnificat (en Fa) 10. Alleluia 11. Andantino 12. Sortie.
- Pastorale «Les Heures Bourguignonnes», recueil de 12 pièces d’après 12 tableaux de Maurice Léna (Leduc, 1909) : 1. Lever de soleil 2. Le réveil 3. Le départ du troupeau 4. Vendanges 5. La chanson du berger 6. Midi 7. La pluie 8. Sous le noyer 9. En revenant des vignes 10. Chanson de pressoir 11. La ronde 12. Tombée du soir.
- Entrée de Mariage (1911).
- 1re Suite religieuse (Schirmer, 1911) : 1. Laudes 2. Resurrexi (Introït du jour de Pâques) 3. Méditation 4. Au Prieuré 5. Bénédiction.
- 2e Suite religieuse (Schirmer, 1911) : 1. Invocation 2. Angelus 3. Souvenir grégorien 4. Communion 5. Prière du soir.
- Impressions dominicales (Schirmer, 1916) : 1. Veni Creator 2. Recueillement 3. Bergerade mélancolique 4. Hélas ! 5. Souffrance, Trouble, Triomphe.
- Exercices pour grand orgue (ou piano pédalier) (United Music Publishers).
- Livre d’orgue (Éditions Ouvrières) : 1. Invention 2. Pastorale 3. Canon 4. Louange de l’oiseau 5. Choral 6. Mouvement.

### Œuvres pour harmonium
- 25 Pièces pour harmonium (1909) (Leduc).
- Choral varié; Prise de voile; Andante en ré majeur, in Parnasse des Organistes du XXe siècle, vol. 1, Paris, 1911.
- 14 Pièces pour harmonium (1911) (Loret).
- Andantino en mi bémol majeur, in J. Joubert, Les Maîtres Contemporains de l’Orgue, vol. 1, Paris, 1912.
- Pastorale en fa dièse mineur (transcription pour harmonium de l’auteur), in J. Joubert, Les Maîtres Contemporains de l’Orgue, vol. 1, Paris, 1912.

### Œuvres pour piano
- Nocturne, Légende et Scherzo.

### Autres compositions
Plusieurs mélodies et cantiques.

## Partitions libres
- « Georges Jacob » (partitions libres de droits), sur l'IMSLP
- Sibley Music Library Partitions d'œuvres pour orgue.